# Callechelys maculatus
Callechelys maculatus is een straalvinnige vissensoort uit de familie van de slangalen (Ophichthidae). De wetenschappelijke naam van de soort is voor het eerst geldig gepubliceerd in 1981 door Chu, Wu & Jin.